# Lipowo (sielsowiet Swatki)
Lipowo (biał. Ліпава; ros. Липово) – wieś na Białorusi, w obwodzie mińskim, w rejonie miadzielskim, w sielsowiecie Swatki.
Dawniej używana nazwa – Lipowo II, Lipowo Starzyńskie.

## Historia
W czasach zaborów zaścianek rządowy w granicach Imperium Rosyjskiego.
W dwudziestoleciu międzywojennym zaścianek leżał w Polsce, w województwie wileńskim, w powiecie duniłowickim (od 1926 postawskim), w gminie Miadzioł.
Według Powszechnego Spisu Ludności z 1921 roku zamieszkiwało tu 61 osób, 1 była wyznania rzymskokatolickiego a 60 prawosławnego. Jednocześnie wszyscy mieszkańcy zadeklarowali białoruską przynależność narodową. Było tu 12 budynków mieszkalnych. W 1931 w 10 domach zamieszkiwało 59 osób.
Wierni należeli do parafii rzymskokatolickiej i prawosławnej w m. Miadzioł i prawosławnej w m. Niekasieck. Miejscowość podlegała pod Sąd Grodzki w Miadziole i Okręgowy w Wilnie; właściwy urząd pocztowy mieścił się w Miadziole.
Po agresji ZSRR na Polskę w 1939 roku wieś znalazła się w granicach BSRR. W latach 1941–1944 była pod okupacją niemiecką. Następnie leżała w BSRR. Od 1991 roku w Republice Białorusi.